# Desmacellidae
Desmacellidae is een familie van sponsdieren uit de klasse van de Demospongiae (gewone sponzen). 

## Geslachten
- Desmacella Schmidt, 1870
- Dragmatella Hallmann, 1917
- Microtylostylifer Dendy, 1924